# Tetractinellida
Tetractinellida (лат.) — отряд губок из класса обыкновенных губок (Demospongiae).

## Описание
Губки (Heteroscleromorpha), которые обычно имеют радиальное или субрадиальное расположение скелета, некоторые роды могут быть эндолитическими. Мегасклеры — это монактины и триены различной формы (синапоморфия отряда, но иногда вторично утраченная). Микросклеры включают сигмы, астры, иногда микрорабды, микрооксы и рафиды. Иногда присутствуют десмы.

## Классификация
Включает более 1060 видов, третий по числу видов отряд обыкновенных губок после Poecilosclerida (2200) и Haplosclerida (1070). По состоянию на август 2023 года признаны 3 подотряда и более 20 семейств. Astrophorida и Spirophorida были включены в большой обзор систематики губок 2002 года, а Tetractinellida — нет. Многие семейства и роды Astrophorina представляются полифилетичными, особенно из-за смешения родов Ancorinidae и Geodiidae. После 2002 года было восстановлено одно семейство (Theneidae) и создано новое семейство (Vulcanellidae). Молекулярные исследования, основанные на COI, 18S и 28S, позволяют предположить, что Spirophorina и Tetillidae, а также Pleromidae и Scleritodermidae не являются монофилетическими. Ранее эти семейства включались в другие отряды (разделены в 2015 году): Astrophorida, Spirophorida и кладу литистид. Третий подотряд Thoosina был в выделен в 2018 году
Подотряд Astrophorina Sollas, 1887
- Семейство Ancorinidae Schmidt, 1870
- Семейство Calthropellidae Lendenfeld, 1907
- Семейство Corallistidae Sollas, 1888
- Семейство Geodiidae Gray, 1867
- Семейство Isoraphiniidae Schrammen, 1924
- Семейство Macandrewiidae Schrammen, 1924
- Семейство Neopeltidae Sollas, 1888
- Семейство Pachastrellidae Carter, 1875
- Семейство Phymaraphiniidae Schrammen, 1924
- Семейство Phymatellidae Schrammen, 1910
- Семейство Pleromidae Sollas, 1888
- Семейство Theneidae Carter, 1883
- Семейство Theonellidae Lendenfeld, 1903
- Семейство Thrombidae Sollas, 1888
- Семейство Vulcanellidae Cárdenas, Xavier, Reveillaud, Schander & Rapp, 2011[5]

Подотряд Spirophorina Bergquist & Hogg, 1969
- Семейство Azoricidae Sollas, 1888
- Семейство Samidae Sollas, 1888
- Семейство Scleritodermidae Sollas, 1888
- Семейство Siphonidiidae Lendenfeld, 1903
- Семейство Spirasigmidae Hallmann, 1912
- Семейство Stupendidae Kelly & Cárdenas, 2016
- Семейство Tetillidae Sollas, 1886

Подотряд Thoosina Carballo, Bautista-Guerrero, Cárdenas, Cruz-Barraza, Aguilar-Camacho, 2018
- Семейство Thoosidae Cockerell, 1925